# Berdeniella betrandi
Berdeniella betrandi és una espècie d'insecte dípter pertanyent a la família dels psicòdids que es troba a Europa: Espanya.